# Silvan Büchli
Silvan Büchli (* 23. April 1990) ist ein ehemaliger Schweizer Fussballspieler.

## Karriere

### Verein
Silvan Büchli debütierte in der Saison 2006/07 in der Profimannschaft des FC Luzern in der Super League, wo er seine ersten Einsätze erhielt. Die folgenden zwei Jahre verbrachte der Verteidiger in der U-21 Mannschaft des FC Luzern, mit der Büchli in der 1. Liga (dritte Spielklasse) spielte. Im Juli 2009 wechselte er als Leihgabe in die Challenge League zum SC Kriens. Nachdem er dort lediglich in einem Ligaspiel aufgelaufen war, wurde er zur Rückrunde der Saison 2010/11 erneut verliehen, diesmal an den Zweitligisten FC Wil. Für Wil kam er bis Saisonende zu sechs Einsätzen in der Challenge League. Zur folgenden Spielzeit kehrte er zum FC Luzern zurück, bevor er ein Jahr später einen Vertrag beim Viertligisten FC Solothurn unterschrieb. Nach vier Jahren in Solothurn beendete er 2016 seine Laufbahn.

### Nationalmannschaft
Büchli bestritt insgesamt sieben Partien für Schweizer U-Nationalmannschaften, in denen er ein Tor erzielte.

## Familie
Silvan Büchli war von 2007 bis 2017 mit Kerstin Cook, Miss Schweiz 2010, liiert.